# Cyril Wong

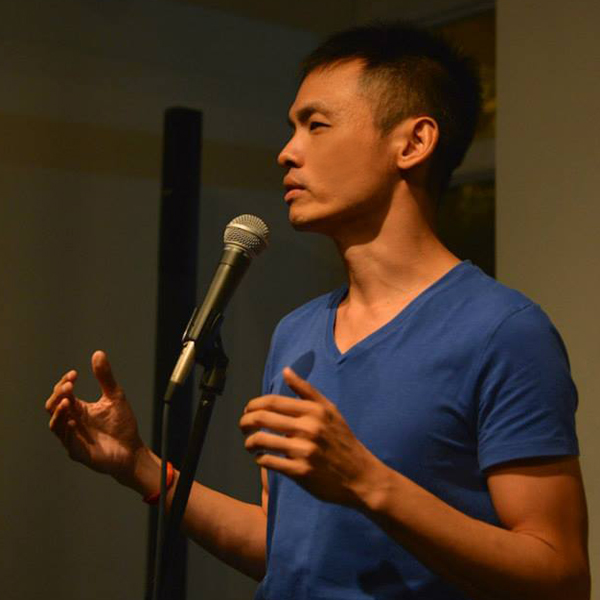
Cyril Wong (2013)

 Cyril Wong  (* 27. Juni 1977 in Singapur) ist ein singapurischer Dichter.
Er war Schüler der St Patrick’s School, des Temasek Junior College und der Nationaluniversität Singapur.
Er ist Countertenor. Seine Gedichte erscheinen in verschiedenen Publikationen (Atlanta Review, Fulcrum 3, Poetry International, Dimsum, Poetry New Zealand, Wascana Review, Asia Literary Review etc.), in Liedern und in Filmen. Er wohnt in Singapur mit seinen Freunden und dem Direktor-Sänger Wilson Goh.

## Auszeichnungen
- 2016: Singapore Literature Prize (Kategorie Poetry in English) für The Lover’s Inventory

## Werke
- Excess Baggage and Claim, mit Terry Jaensch (Transit Lounge, 2007) ISBN 978-0-9750228-5-6
- Like A Seed With Its Singular Purpose (Firstfruits, 2006) ISBN 981-05-5930-5
- Unmarked Treasure (Firstfruits, 2004) ISBN 981-05-0408-X
- Below: Absence (Firstfruits, 2002) ISBN 981-04-7592-6
- The End of His Orbit (Firstfruits, 2001) ISBN 981-04-4329-3
- Squatting Quietly (Firstfruits, 2000) ISBN 981-04-2826-X

## Ehrungen und Preise
- Singapore Literature Prize (2006)
- National Arts Council's Young Artist Award (Singapur, 2005)
- Golden Point Award (Singapur, 2004)
- Potent Prose Ax Prize (USA, 2002)